# Rondella della Grotta
La rondella della Grotta è un baluardo situato lungo le mura magistrali di Verona, sulla sinistra d'Adige, progettato da Teodoro Trivulzio.

## Storia
Preesistente alla rondella era la cinta muraria scaligera, commissionata da Cangrande della Scala e realizzata tra 1321 e 1324 su progetto del maestro Calzaro. Nella prima fase, oltre alla costruzione della cinta turrita, si operò lo scavo del fossato, direttamente in un banco di tufo, e l'edificazione della porta Oriela. Solo nel 1523 venne poi edificato il baluardo su progetto di Teodoro Trivulzio, nell'ambito del rafforzamento da parte della Repubblica di Venezia delle fortificazioni di Verona, che aveva l'obiettivo di renderle più adatte all'introduzione della polvere da sparo. L'intervento fu quindi necessario per adeguare il tratto di mura in prossimità della porta scaligera alla difesa con artiglieria, visto che l'antica porta d'ingresso presidiava la strada diretta verso Poiano e Montorio. Nel 1840 vi fu infine il restauro del baluardo sotto la direzione del Genio Militare austriaco, oltre che il miglioramento della casamatta e la ricostruzione della cortina muraria dalla stessa rondella fino a castel San Felice.
Si tratta di un'opera di muratura e terra, originariamente a tracciato circolare con muro aderente caratterizzato da un paramento in mattoni di laterizio, che possiede un andamento a scarpa, ossia in pendenza, sino all'altezza della cordonatura di pietra, e termina con il parapetto di terra con scarpata a pendenza naturale. Presenta la postazione di artiglieria in casamatta e a cielo aperto. Durante il restauro ottocentesco, la torre scaligera adiacente al fronte di gola della rondella venne completamente cimata e trasformata anch'essa in postazione di artiglieria a cielo aperto, per battere l'interno del corpo di piazza, d'infilata lungo la strada di circonvallazione.